# Gut Jungfernhof (Lager)

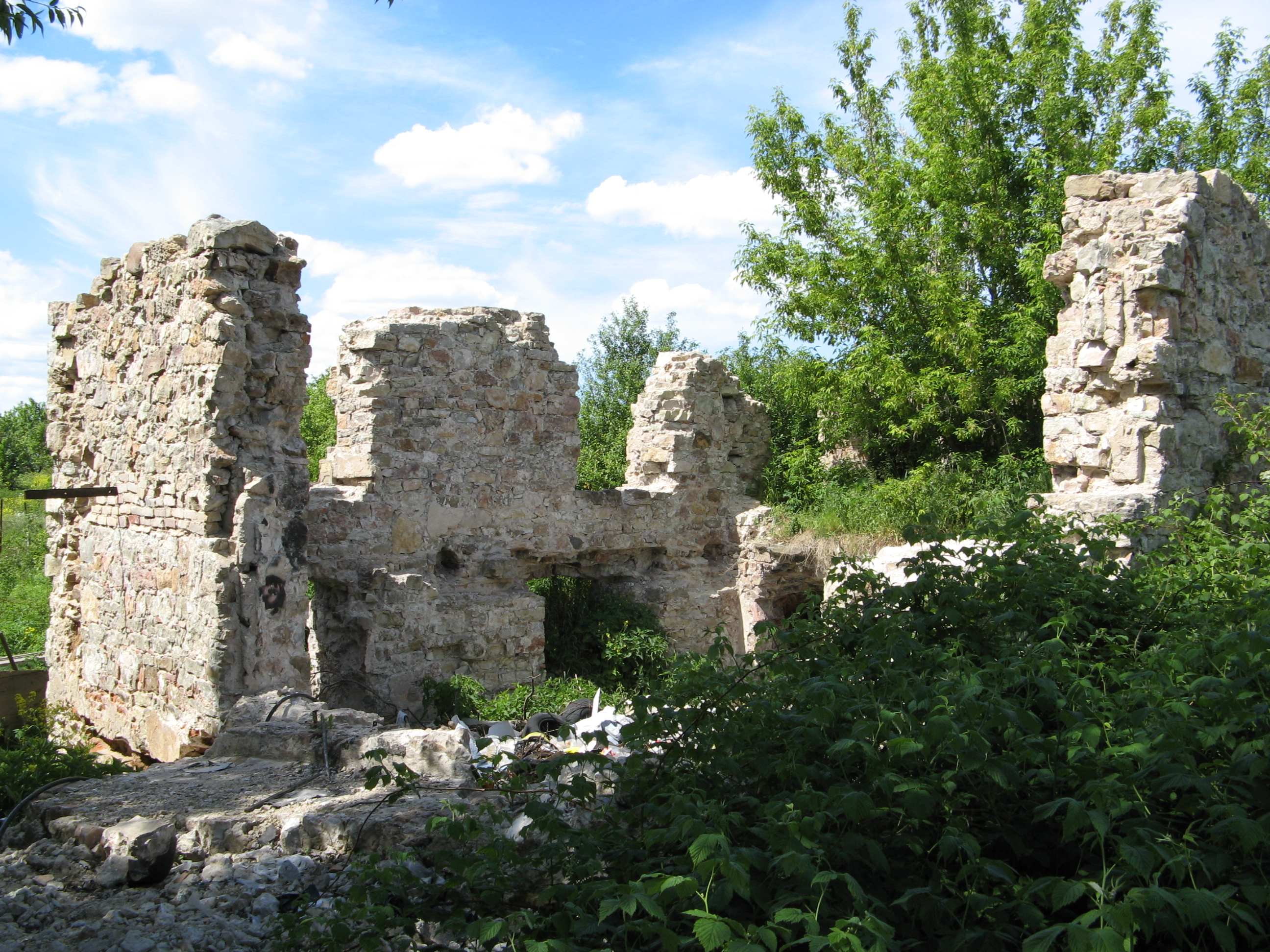
Gut Jungfernhof (Lager) – Die Ruinen (2011)

Das Gut Jungfernhof (Lager) (lettisch Jumpravmuiža) war ein behelfsmäßiges SS-Lager für vier Ende 1941 ankommende Transporte von insgesamt etwa 4000 deportierten Juden aus dem „Großdeutschen Reich“ ins „Reichskommissariat Ostland“, die heutigen baltischen Staaten. Das Lager bestand bis 1944, als die wenigen überlebenden Häftlinge in das Ghetto Riga verlegt wurden.

## Lage
Heute erinnern nur noch wenige Überreste an das Lager. Es befand sich eineinhalb Kilometer südlich des Güterbahnhofes Šķirotava und ca. 12 Kilometer vom Rigaer Stadtzentrum entfernt im Südwesten der Straße zwischen Riga und Daugavpils in der Gemeinde Katlakalns am östlichen Ufer der Düna.

## Vorgeschichte

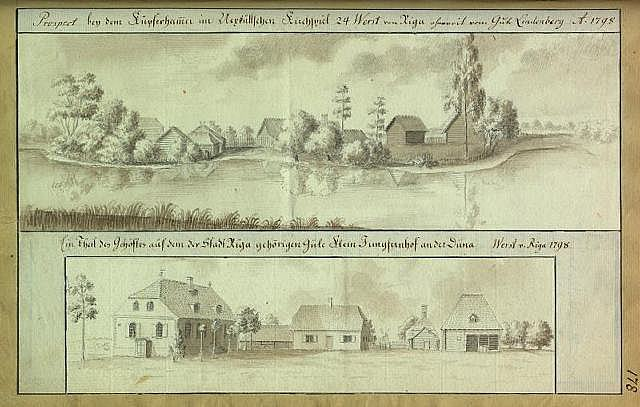
Unten: Jungfernhof – Herrenhaus Mazjumprava (Johann Christoph Brotze 1798)

Zu Beginn des 20. Jahrhunderts war der Jungfernhof ein Staatsgut im unabhängigen Lettland mit dem Namen Klein-Jungfernhof (lettisch Mazjumpravmuiža). Während der ersten sowjetischen Besatzung Lettlands (1939–1941) entschied die Rote Armee, hier einen Militärflugplatz zu errichten. Bis zum Einmarsch der Deutschen war allerdings lediglich die Rollbahn fertiggestellt.
Nach der deutschen Besetzung Lettlands 1941 wurden das Hofgut und die Überreste des Flugplatzes von der Zivilverwaltung Rigas an die Sicherheitspolizei verpachtet. Im August 1941 beauftragte Rudolf Lange, Kommandeur der Sicherheitspolizei, den SS-Unterscharführer Rudolf Seck mit der Bewirtschaftung des Gutes. Das Gelände umfasste ca. 200 ha und sollte später in einen SS-Gutshof umgewandelt werden. Zu diesem Zeitpunkt bestand die Anlage aus einem Gutshaus, drei Holzscheunen und fünf kleineren Häusern und Ställen. Die meisten Gebäude waren baufällig und sollten vor der Umwandlung in ein Gut erst noch instand gesetzt werden.
Am 31. Oktober 1941 publizierte das Eichmannreferat Richtlinien für die Abschiebung von deutschen Juden in das Reichskommissariat Ostland mit den Zielen Minsk und Riga. Angesichts der angespannten Transportlage in Weißrussland wurden mehrere ursprünglich für Minsk bestimmte Deportationszüge nach Riga umgeleitet. Unmittelbar vor dem Massaker im Wald von Rumbula, bei dem über 26.000 lettische Juden aus dem Ghetto Riga erschossen wurden, traf am frühen Morgen des 30. November 1941 ein Transport mit 1053 Berliner Juden ein, die ebenfalls in Rumbula erschossen wurden, da auch das in Salaspils geplante Lager noch nicht aufnahmebereit war.
So griff man für die nächsten vier Transporte auf den Gutshof Jungfernhof zu, dessen Lage nahe der Stadt Riga optimal erschien. Der designierte Lagerleiter Rudolf Seck war wahrscheinlich erst spät über die ankommenden Transporte informiert worden und wurde von der großen Anzahl der Menschen überrascht.

## Geschichte des Lagers Jungfernhof

### Bis zur Aktion Dünamünde (November 1941 bis März 1942)
Die Gebäude waren für die Aufnahme vieler Menschen ungeeignet. Dennoch wurden die Scheunen und Ställe im November 1941 kurzfristig mit Holzpritschen ausgestattet. Das im Besitz der SS befindliche Gelände konnte ohne Absprache mit dem Gebietskommissariat sofort genutzt werden und diente nunmehr als Notunterkunft und Zwischenquartier, um Arbeitskräfte zum Aufbau des Lagers Salaspils bereitzustellen. Die Arbeiten wurden von lettischen Juden aus dem Ghetto in Riga, von sowjetischen Kriegsgefangenen und von Zivilarbeitern erledigt. Doch blieben die meisten Gebäude weiterhin ohne Heizmöglichkeit und baulich in einem desolaten Zustand. Teilweise waren die Baulichkeiten undicht und es schneite hinein.
- Mit dem ersten Transport erreichten am 2. Dezember 1941 Juden aus Franken den Jungfernhof. Die 1008 Personen kamen aus den Städten Bamberg, Fürth, Nürnberg und Würzburg sowie weiteren, kleineren Orten und hatten am 30. November das Lager Langwasser auf dem Reichsparteitagsgelände in Nürnberg verlassen. Die Ankommenden mussten ihre Abteile räumen und sich in Fünferreihen aufstellen. Nun wurden sie entlang der Dünaburger (deutscher Name von Daugavpils) Landstraße zum Lager geführt. Sie nahmen im Lager Aufstellung und wurden, nach Männern und Frauen getrennt, in die Unterkünfte geführt.[6]
- Am 4. Dezember folgte ein Transport von 1013 württembergischen Juden aus dem Sammellager am Killesberg in Stuttgart, wodurch sich mittlerweile rund 2000 Personen auf dem Areal befanden.
- Aus Wien kamen 1001 Juden am 6. Dezember 1941 nach Jungfernhof.
- Am 9. Dezember folgte schließlich ein ursprünglich für Minsk vorgesehener Transport von 964 Personen aus Hamburg, dem auch Verschleppte aus Lübeck und Danzig beigefügt waren.[7]  Insgesamt kamen zunächst vier Transporte im Lager Jungfernhof an.[1]
- Ein weiterer Transport im Januar 1942 brachte Wiener Juden ins Lager.

Insgesamt waren nun knapp unter 4000 Personen im Lager untergebracht.
Für diese Menschenmassen fehlten zunächst selbst die einfachsten Unterbringungsvoraussetzungen. So mussten die Insassen die Unterkünfte abdichten und selbst für Brennholz sorgen. Sie bauten auch provisorische Krankenstuben auf. Die Versorgung mit Medikamenten war so schlecht, dass ab Januar 1942 die Kranken zum Erschießen abtransportiert wurden.
Während des harten Winters 1941/1942 starben zwischen 800 und 900 Insassen des Lagers. Sie erfroren, erlagen der Unterernährung oder den sich bald ausbreitenden Krankheiten. Der gefrorene Boden gestattete es nicht, die Verstorbenen zu begraben. Erst nachdem ein SS-Mann zwei Löcher in den Untergrund gesprengt hatte, wurden die Leichen in einem Massengrab verscharrt.
Lagerleiter Rudolf Seck wählte bald nach der Ankunft der Transporte mehrere Männer aus, die er für den Aufbau des Lagers Salaspils heranzog. Außerdem etablierte er mehrere Arbeitskommandos, die er zum Schneeräumen ins nahe Riga schickte. Ebenso mussten diese Arbeitskommandos die Züge auf dem Güterbahnhof Šķirotava reinigen. Ein Steinbruch-Kommando besorgte die dringend benötigten Steine für den Aufbau der Lagergebäude.
Mit der Ankunft der Transporte wurde auch eine Art Lagerordnung etabliert. Rudolf Seck ernannte den Würzburger Kaufmann Gustav Kleemann zum Lagerältesten. Die Ordnung sah vor, dass die Insassen täglich von 19 bis 7 Uhr in ihren Schlafstätten zu verweilen hatten. Ein Junge wurde deshalb von den lettischen Polizisten, die das Lager bewachten, erschossen, als er sich am ersten Morgen nach seiner Ankunft zu früh auf den Weg zur Latrine aufgemacht hatte. Es gab keine Wachtürme oder durchgehende Umzäunung, sondern eine mobile Postenkette von zehn bis fünfzehn lettischen Hilfspolizisten, die Fliehende sofort erschossen. Seck stellte auch eine Lagerpolizei auf, die aus 20 Männern unter der Leitung des Juden Josef Levy stand und die Befehle des SS-Mannes durchsetzen sollte. Der Lagerleiter selbst erschoss Insassen aus den nichtigsten Anlässen.
Kurz nach der Ankunft der Deportierten errichteten die Verantwortlichen provisorische Küchen (allerdings lediglich eine Küche pro Transport). Hier konnten bald die spärlichen Mahlzeiten eingenommen werden, die lediglich aus einer wässrigen Suppe, einigen Brotscheiben, etwas Margarine und seltener ein wenig Wurst bestanden. Der Tauschhandel mit der lettischen Bevölkerung blühte deshalb, obwohl er unter Todesstrafe stand. Meistens verzichtete Seck aber auf die Anwendung der Todesstrafe und die Überführten erhielten Stockschläge vor der versammelten Lagerbelegschaft. Der SS-Mann konnte so auf Meldungen an seine Vorgesetzten verzichten, die seine Autorität beschädigt hätten.
Im Januar 1942 überstellte Seck ca. 200 Frauen ins Ghetto Riga, im Februar wurden die Kranken aus dem Lager abtransportiert. Mitte März wurde den Inhaftierten wahrheitswidrig mitgeteilt, sie könnten künftig in einer Konservenfabrik in Dünamünde arbeiten. Der SS-Mann Gerhard Maywald verwendete diese Lüge, um möglichen Widerstand gegen einen Abtransport zu vermeiden. Er versprach, dass dort bessere Unterkünfte zur Verfügung stünden und die Arbeit leichter sei, woraufhin sich viele Personen freiwillig meldeten. Der Initiator des Lagers, Rudolf Lange, wohnte selbst dem Abtransport bei.
Am Morgen und Nachmittag des 26. März 1942 wurden bei der Aktion Dünamünde zwischen 1700 und 1800 Menschen abtransportiert und mit Bussen in ein nahes Waldstück gefahren. Hier, im Wald von Biķernieki, wurden sie im Laufe des Tages erschossen und in Massengräbern verscharrt.

### Bis zur Auflösung des Lagers (März 1942 bis 1944)
Nachdem lediglich die 450 kräftigsten Häftlinge zurückgeblieben waren, begann Lagerleiter Rudolf Seck mit dem Aufbau eines Gutshofes. Hierzu bearbeiteten die Häftlinge das sowjetische Rollfeld und säten Gemüse ein. Die maroden Scheunen wurden abgerissen und durch Baracken ersetzt, die auch beheizt werden konnten. Die reichen Ernten im folgenden Jahr führten zu einer raschen Verbesserung der Versorgungssituation im Lager. Seck organisierte auch Tanzabende im Jungfernhof. Bald zog der Jungfernhof den Neid der anderen Dienststellen in der Umgebung auf sich. Im Sommer 1942 richtete man in den Lagerräumlichkeiten auch eine Schmiede und eine Wäscherei für den Bedarf der SS ein.
Anfang Juli 1942 musste das Lager insgesamt 130 Arbeitskräfte an das Ghetto Riga abgeben. Im Jahr 1943 folgten weitere Abtransporte. Um die Verluste auszugleichen, musste Seck zeitweise Bewohner des Ghettos dazu verpflichten, Dienst auf den Feldern des Lagers zu leisten. Im August 1943 waren nur noch 82 Arbeitskräfte auf dem Jungfernhof registriert. Im Jahr 1944 wurde das Lager Jungfernhof aufgegeben und Rudolf Seck zog mit einer kleinen Gruppe Zwangsarbeiter in ein nicht bekanntes anderes Gut um. Von den etwa 4000 Menschen, die auf den Jungfernhof deportiert worden waren, überlebten nur 148.

## Statistik der Lagerinsassen
Im Dezember 1941 wurden mit vier Zügen insgesamt 3984 Menschen nach Jungfernhof gebracht, darunter 136 Kinder bis zu zehn Jahren und 766 Personen im Rentenalter. 1012 Juden aus Württemberg wurden am 1. Dezember 1941 von Stuttgart aus in das Lager verschleppt. Weitere 964, die am 6. Dezember 1941 deportiert wurden, stammten aus Hamburg und Lübeck – hier waren es 90 noch in der Stadt lebende Juden – und anderen Gemeinden in Schleswig-Holstein. Weitere Transporte kamen aus Nürnberg mit 1008 Personen und weitere 1000 wurden am 3. Dezember 1941 aus Wien deportiert.
| Geschlecht | Durchschnittsalter |
| ---------- | ------------------ |
| männlich   | 47,0               |
| weiblich   | 48,4               |
| gesamt:    | 47,7               |

| Abfahrt – Ankunft       | Transport aus        | Deportierte | Überlebende |
| ----------------------- | -------------------- | ----------- | ----------- |
| 29. Nov. – 2. Dez. 1941 | Nürnberg             | 1008        | 52          |
| 1. – 4. Dezember 1941   | Stuttgart            | 1012        | 43          |
| 3. – 6. Dezember 1941   | Wien                 | 1000        | 18          |
| 6. – 9. Dezember 1941   | Hamburg und Lübeck   | 964         | 35          |
| Zwischensumme           | Zwischensumme        | 3984        | 148         |
| 11. Januar 1942         | Wien (Teiltransport) | k. A.       | k. A.       |

## Schicksal der Häftlinge
Ein Überlebender schrieb über die Unterkunft: „Es gab keine Türen und keinen Ofen, die Fenster waren offen, das Dach war auch nicht in Ordnung. Es waren 45 Grad Kälte und der Schnee fegte durch die Scheune.“ Die Behauptung einer Zeitzeugin, dort seien auch Gaswagen zum Einsatz gekommen, ist nicht weiter belegt und gilt als unwahrscheinlich.
Viktor Marx aus Württemberg, dessen Frau Marga und Tochter Ruth erschossen wurden, berichtete über die Aktion Dünamünde vom 26. März 1942: „Im Lager wurde uns gesagt, dass alle Frauen und Kinder vom Jungfernhof wegkämen, und zwar nach Dünamünde. Dort seien Krankenhäuser, Schulen und massiv gebaute Steinhäuser, wo sie wohnen könnten. Ich bat den Kommandanten, auch mich nach Dünamünde zu verschicken, was er jedoch ablehnte, weil ich ein zu guter Arbeiter sei.“ Erschossen wurde auch Max Kleemann (* 1887), ein Kriegsteilnehmer des Ersten Weltkriegs, der mit seiner Tochter Lore aus Würzburg verschleppt worden war.
Zu den ermordeten Insassen des Lagers gehören die Eltern des Rabbiners und Lübecker Ehrenbürgers Felix F. Carlebach, seine Schwägerin Resi Carlebach (geborene Graupe) sowie sein Onkel, der Rabbiner Joseph Carlebach (1883–1942) mit Frau Charlotte (geborene Preuss) (* 1900), und deren drei jüngste Kinder Ruth (* 1926), Noemi (* 1927) und Sara (* 1928). Sie wurden am 26. März 1942 im Wald von Biķernieki erschossen. Der Bankier Simson Carlebach (1875–1942), der Bruder des Rabbiners Joseph Carlebach, war schon früher auf dem Weg ins Lager sterbend zusammengebrochen. Der zweitälteste Sohn der insgesamt neun Kinder von Joseph Carlebach, Salomon (Shlomo Peter) Carlebach (* 17. August 1925), überlebte, weil er dem Arbeitskommando zugeteilt worden war. Er wurde später Rabbiner in New York.
Salomon Carlebach berichtete 1994 in einem Interview über den Augenblick, an dem er seinen Vater zum letzten Mal sah: „Ich weiß, dass mein seliger Vater in diesem Moment wusste, dass die letzte Stunde gekommen war und dass er in den sicheren Tod gehen würde, obwohl er nichts gesagt hat. Natürlich haben viele der Leute gemeint, dass sie jetzt wirklich in ein anderes Lager gebracht würden, in dem die Umstände viel besser wären.“ Über sein persönliches Schicksal sagte er: „Ohne einen festen Glauben hätte man so etwas gar nicht überleben können.“
Auch der Nürnberger Oberlandesgerichtsrat Hugo Ehrenberger und seine Frau Lotte geb. Steinheimer kamen im März 1942 in Jungfernhof ums Leben.

## SS-Lagerpersonal
- Lagerkommandant SS-Oberscharführer Rudolf Seck
- Lettische SS-Verbände (Bewachung des Lagers)